# تي أر تي 3
تي أر تي 3 هي قناة تلفزيونية تركية تبث الأحداث الرياضية في الغالب. 

## تاريخ
بدأت قناة تي أر تي 3 البث التجريبي في 2 أكتوبر 1989، تحت مسمى "القناة الثالثة"، وهي الآن ثالث أكثر محطات تي أر تي مشاهدة. تتقاسم القناة وقت بثها مع قناة TRT GAP وقناة الجمعية الوطنية الكبرى التركية (TBMM TV). تتكون برامج تي أر تي 3 بشكل أساسي من الرياضة والتعليم والثقافة والموسيقى والأخبار. ومثل معظم قنوات تي أر تي ، يُسمح بالإعلانات على هذه القناة. بالإضافة إلى ذلك، تبث قناة تي أر تي 3 برامج باللهجات والعامية التي لا تزال تمارس اليوم في الحياة اليومية للشعب التركي.

1989 إلى 1997
1998 إلى 2001
2001 إلى 2008
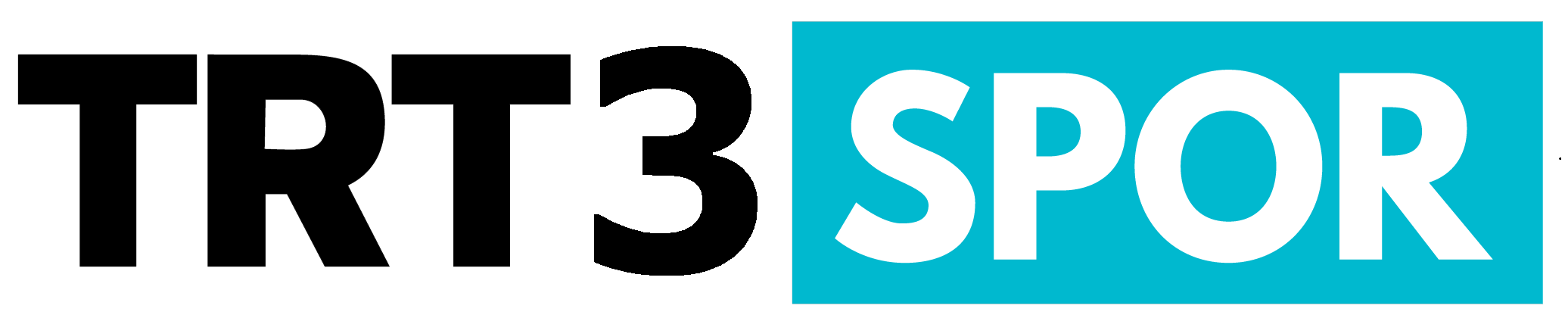
شعار TRT 3 Spor من 2014 إلى 2021
شعار TRT 3 Spor من 2021 إلى 2022
شعار TRT 3 Spor الحالي
الشعار الحالي